# 一ノ瀬メイ
一ノ瀬 メイ（いちのせ めい、1997年3月17日 - ）は、日本の競泳の元選手である。近畿大学に所属していた。200m個人メドレークラスSM9、50m自由形クラスS9、100m自由形クラスS9、100m背泳ぎクラスS9、100m平泳ぎクラスSB9の5つの日本記録保持者。愛称は「水のプリンセス」。ヴィーガン。

## 来歴
京都市出身。父がイギリス人で母が日本人。先天性右前腕欠損症のために、右腕が人よりも短い。幼少期より家庭内で英語を用いたために英語が堪能。1歳半で水泳を始めた。小学生のころに地元のスイミングスクールで障害を理由に入会を断られた苦い経験がある。小学校2年生で京都市障害者スポーツセンター（京都SC）に入り、その年の近畿障害者水泳選手権大会で25m背泳ぎと50m自由形で1位に。当時パラリンピックの競泳日本代表監督を務めていた猪飼聡は、一ノ瀬が小学校3年生になったとき、将来パラリンピックに出てみないかと声をかけた。小学校4年の途中で1年間イギリスに留学しスイミングスクールに通い大会にも出場。
2012年、京都市立紫野高等学校普通科・英文系に入学。高校3年時に、2014年アジア競技大会に出場。200m個人メドレークラスSM9、100m平泳ぎクラスSB9で銀メダル。50m自由形クラスS9、100m背泳ぎクラスS9で銅メダルを獲得した。
2015年2月に行われた全英連第8回全国高等学校英語スピーチコンテストでは、障害の「社会モデル」についてのスピーチを行い全国優勝。文部科学大臣賞・ 文部科学大臣杯を受賞した。
2015年4月、近畿大学へ進学。同年7月に行われた2015グラスゴー世界選手権では、200m個人メドレークラスSM9で決勝進出を果たした。
2016年3月6日、リオ・パラリンピック派遣選手選考会において、個人ベスト記録を4秒16縮める2分41秒35の日本新記録で出場が内定。200メートル個人メドレーなど競泳8種目に出場する。
2019年3月、近畿大学を卒業。卒業後は大学職員になり、近畿大学とオーストラリアを練習拠点とする。
2021年10月27日、現役引退を表明。

## 自己ベスト
| 種目             | 水路   | クラス | 記録      | 樹立日         | 大会名                                                         | 備考       |
| ---------------- | ------ | ------ | --------- | -------------- | -------------------------------------------------------------- | ---------- |
| 200m個人メドレー | 長水路 | SM9    | 2分41秒35 | 2016年3月6日   | リオデジャネイロ・パラリンピック日本代表選考会兼春季静岡記録会 | 日本記録   |
| 50m自由形        | 長水路 | S9     | 31秒06    | 2015年9月5日   | 2015 ジャパンパラ 水泳競技大会                                 | 日本記録   |
| 100m自由形       | 長水路 | S9     | 1分09秒16 | 2013年10月28日 | 2013アジアユースパラゲームズ                                   | 日本記録   |
| 100m背泳ぎ       | 長水路 | S9     | 1分18秒97 | 2015年7月13日  | グラスゴー2015世界水泳選手権大会                               | 日本記録   |
| 50m平泳ぎ        | 長水路 | SB9    | 40秒80    | 2016年6月11日  | 2016ドイツオープン                                             | アジア記録 |
| 100m平泳ぎ       | 長水路 | SB9    | 1分25秒83 | 2016年6月9日   | 2016ドイツオープン                                             | 日本記録   |

## 出演

### CM
- 【I HOPE. 希望の口紅】（2024年1月、カネボウ化粧品）[19]
- 【WOW BEAUTIFUL NAME篇】、【WOW MESSAGE 一ノ瀬メイ」】 （2017年1月、トヨタ自動車）[20]
- 【WOW】MESSAGE MOVIE スポーツ篇（2016年5月、トヨタ自動車）[21]
- 【WOW】イチローが嫌いだ篇（2016年8月、トヨタ自動車）
- 【WOW】イチロー＆一ノ瀬メイ篇（2016年8月、トヨタ自動車）

## 作品

### 書籍
- 「私が今日も、泳ぐ理由　パラスイマー一ノ瀬メイ」[16]（文・金治直美、学研プラス）